# Lamonta
Lamonta az Amerikai Egyesült Államok északnyugati részén, Oregon állam Jefferson megyéjében, a The Dalles és John Day közötti egykori postakocsi-útvonal mentén elhelyezkedő kísértetváros.
Az 1890-ben alapított településen kovácsműhely, négy kocsma, istálló, iskola és posta is volt. Az 1920-as évek szárazsága miatt 1934-re elnéptelenedett; 1939-ben már kísértetvárosként tartották számon.

## Fordítás
- Ez a szócikk részben vagy egészben  a   Lamonta, Oregon című angol Wikipédia-szócikk ezen változatának fordításán alapul.  Az eredeti cikk szerkesztőit annak laptörténete sorolja fel. Ez a jelzés csupán a megfogalmazás eredetét és a szerzői jogokat jelzi, nem szolgál a cikkben szereplő információk forrásmegjelöléseként.